# Une charogne
Pour les articles homonymes, voir Charogne.
 (août 2023).
- Si vous ne connaissez pas le sujet, laissez ce bandeau (vous pouvez alors contacter les auteurs).
- Si vous supprimez le contenu mis en cause (vous pouvez préalablement contacter les auteurs),

argumentez précisément cette suppression dans la page de discussion
(un manque de référence n'est pas un argument ; une recherche réelle de référence doit avoir été effectuée, être formellement documentée).
Une charogne est un poème de Charles Baudelaire publié dans la section « Spleen et idéal », chapitre XXIX, pages 66-67, du recueil des Fleurs du mal publié en 1857 pour la première fois puis en 1861.  

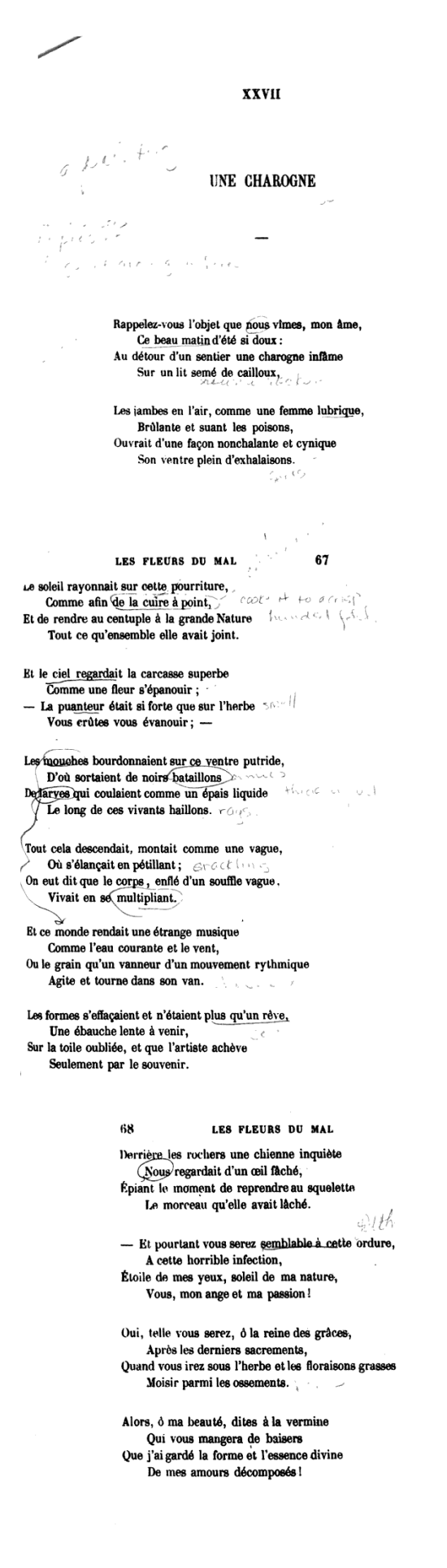
Version numérisée (par Google, Université du Michigan) de l'une des œuvres originales éditées de 1857.

## Forme
Le poème est composé de douze quatrains hétérométriques en octosyllabes et alexandrins. 
Son schéma de rimes est : ABAB (rimes alternées). Ces rimes permettent à l’auteur de créer un contraste entre le spleen et l’idéal.  
La ponctuation s’amplifie et s’accélère à mesure que le poème avance, et en dévoile de plus en plus sur la violence de l’opposition entre la femme et la mort.  
Les champs lexicaux dans ce poème sont les suivants : lexique, associé à la mort, à la charogne, mais aussi onirique, idyllique, charnel et mélioratif.

## Étude
Dans ce poème, Charles Baudelaire se souvient d'une promenade faite avec l'être aimé au cours de laquelle il trouva une charogne, en état avancé de décomposition. S'ensuit une transfiguration poétique qui permet au poète de comparer cet objet trivial et dégoûtant à un microcosme vivant en utilisant tous les outils lyriques de la rêverie poétique. Il compare également cette charogne à la femme courtisée, en développant le thème du Memento mori.
Baudelaire joue avec la dissonance esthétique d'une description précise de l'animal mort et les charmes du désir et des femmes. L'antonymie des deux atmosphères est caractéristique du recueil en rappelant l'opposition entre le Spleen et l'Idéal. 
Cette approche à la fois percutante et moralisatrice dans une certaine mesure n'est pas sans rappeler quelques poèmes (Le Mépris de la Vie et Consolation contre la Mort) du méconnu poète baroque Jean-Baptiste Chassignet. En effet, son poème Mortel Sonnet a certains points communs avec celui de Baudelaire.

## Influences
En 2021, dans son roman en vers libre Décomposée, l'autrice Clémentine Beauvais reprend l'histoire de ce poème en imaginant la vie qu'a menée la charogne lorsqu'elle était encore vivante et avant d'être découverte par Charles Baudelaire et Jeanne Duval. Les scènes rappelant la vie de cette femme sont entrecoupées de discussions entre Baudelaire et sa maîtresse.